# Умови Коші — Рімана
Умови Коші—Рімана, або умови Д'Аламбера—Ейлера — умови на дійсну {\displaystyle u=u(x,y)} та уявну {\displaystyle v=v(x,y)} частини функції комплексної змінної {\displaystyle w=f(z)=u+{\rm {i}}v}, {\displaystyle z=x+{\rm {i}}y}, що забезпечують нескінченну безперервну диференційовність {\displaystyle f(z)} як функції комплексної змінної.

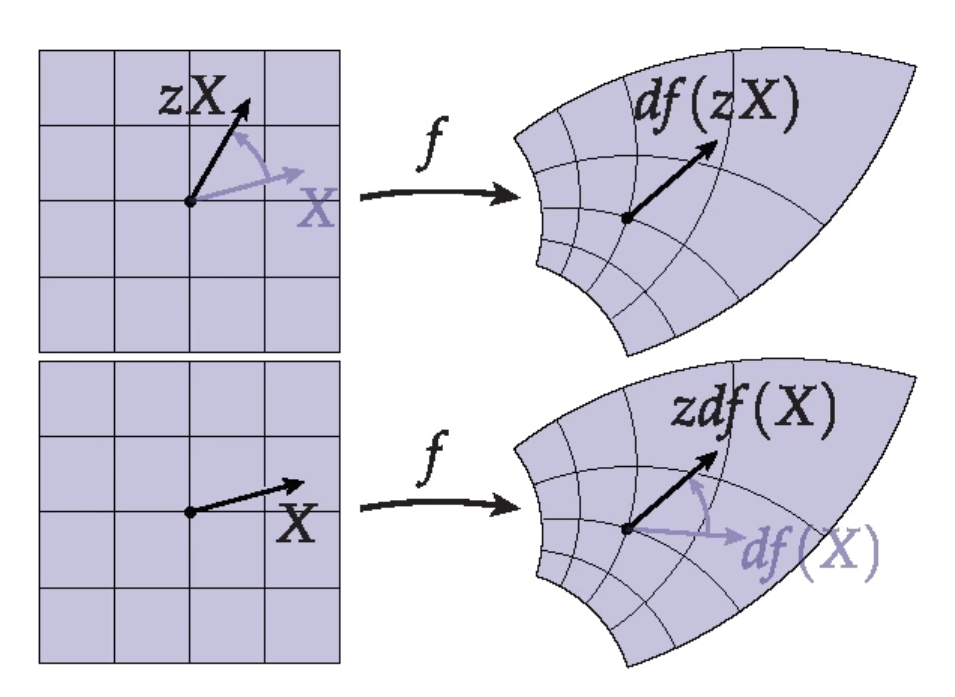
Візуальне зображення вектора в області, що множиться на комплексне число, а потім відображається за допомогою функції,
у порівняні, коли вектор спочатку відображається за допомогою функції, а потім множиться на комплексне число.
Якщо в обох випадках отримуємо одну і ту ж кінцеву точку для всіх і, то функція задовольняє умови Коші—Рімана.

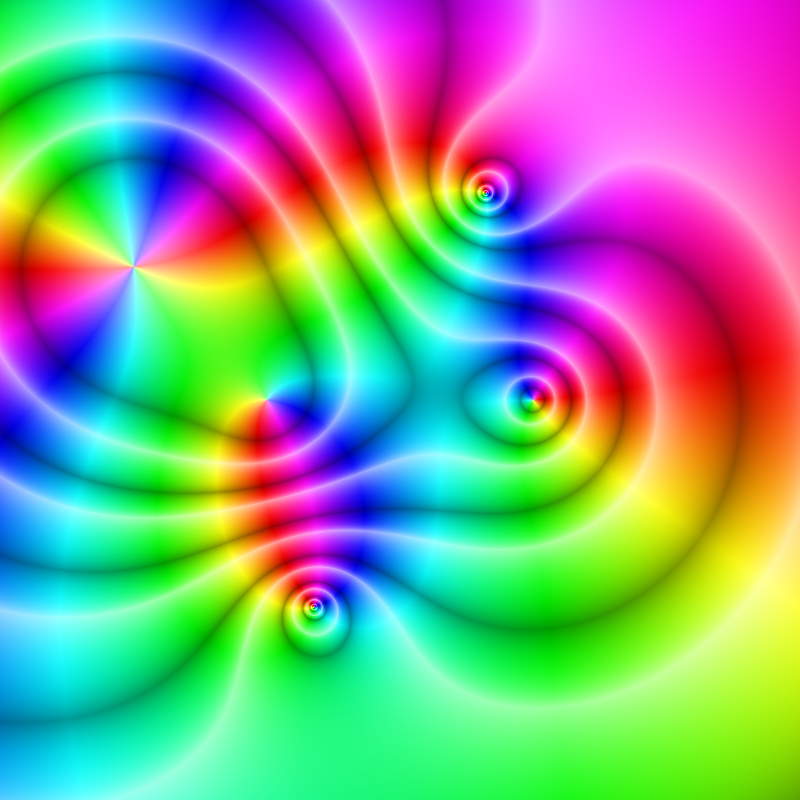
Графік функції. Аргумент відображує тон зображення, а величину функції — насиченість малюнка.

Умови Коші—Рімана для пари дійснозначних функцій двох дійсних змінних {\displaystyle u(x,y)} і {\displaystyle v(x,y)} є двома рівняннями:
| {\displaystyle {\frac {\partial u}{\partial x}}={\frac {\partial v}{\partial y}},} | \| \| \| \| \| \| \| \| | (1a) |
|                                                                                    |                         |      |
|                                                                                    |                         |      |

| {\displaystyle {\frac {\partial u}{\partial y}}=-{\frac {\partial v}{\partial x}}.} | \| \| \| \| \| \| \| \| | (1b) |
|                                                                                     |                         |      |
|                                                                                     |                         |      |

Як правило {\displaystyle u} та {\displaystyle v} вважаються відповідно дійсною та уявною частинами комплекснозначної функції однієї комплексної змінної {\displaystyle z=x+{\rm {i}}y},
{\displaystyle f(x+{\rm {i}}y)=u(x,y)+v(x,y).}
Нехай функції {\displaystyle u} і {\displaystyle v} є дійснозначними диференційованими в точці відкритої підмножини комплексної площини {\displaystyle \mathbb {C} }, які можна розглядати як функції з {\displaystyle {\mathbb {R} ^{2}}} в {\displaystyle {\mathbb {R} }}.
З цього випливає, що частинні похідні від функцій {\displaystyle u} і {\displaystyle v} існують (хоча вони не обов'язково повинні бути неперервними), а тому можемо лінійно апроксимувати малі варіації функції {\displaystyle f}.
Тоді {\displaystyle f=u+{\rm {i}}v} є комплексно-диференційованою у цій точці тоді й лише тоді, коли частинні похідні функцій {\displaystyle u} та {\displaystyle v} задовольняють рівняння Коші—Рімана (1a) та (1b) у цій точці.
Тут існування частинних похідних, які задовольняють рівнянням Коші—Рімана, не забезпечує комплексної диференційовності: функції {\displaystyle u} і {\displaystyle v} повинні бути дійсними диференційованими, що є більш сильною умовою, ніж існування частинних похідних, але загалом слабшою за неперервну диференційованість.
Голоморфність — це властивість комплексної функції бути диференційованою в кожній точці відкритої та зв'язаної підмножини комплексної площини {\displaystyle \mathbb {C} } (це називається областю в {\displaystyle \mathbb {C} }). Отже, можна стверджувати, що комплексна функція {\displaystyle f}, дійсні та уявні частини якої відповідно {\displaystyle u} і {\displaystyle v} є дійсними диференційованими функціями, є голоморфною тоді й лише тоді, коли рівняння (1a) і (1b) задовольняються на всій заданій областю.
Голоморфні функції є аналітичними і навпаки.
Це означає, що в комплексному аналізі, функція, яка комплексно диференційована на всій області (голоморфна), співпадає з аналітичною функцією.
Це не вірно для дійсних диференційованих функцій.

## Теорема
Для того, щоб функція {\displaystyle w=f(z)}, визначена в деякій області {\displaystyle D} комплексної площини, була диференційовна в точці {\displaystyle z_{0}=x_{0}+{\rm {i}}y_{0}} як функція комплексної змінної {\displaystyle z}, необхідно і достатньо, щоб її дійсна і уявна частини {\displaystyle u} і {\displaystyle v} були диференційовними в точці {\displaystyle (x_{0},y_{0})} як функції дійсних змінних {\displaystyle x} і {\displaystyle y} і щоб, крім того, в цій точці виконувалися умови Коші—Рімана:

### В декартових координатах
{\displaystyle {\frac {\partial u}{\partial x}}={\frac {\partial v}{\partial y}}};
{\displaystyle {\frac {\partial u}{\partial y}}=-{\frac {\partial v}{\partial x}}}.

### В полярних координатах
{\displaystyle {\frac {\partial u}{\partial r}}={\frac {1}{r}}{\frac {\partial v}{\partial \varphi }}};
{\displaystyle {\frac {\partial u}{\partial \varphi }}=-r{\frac {\partial v}{\partial r}}.}
Якщо умови Коші—Рімана виконані, то похідна {\displaystyle f'(z)} може бути подана в будь-якій з наступних форм:
{\displaystyle f'(z)={\frac {\partial u}{\partial x}}+{\rm {i}}{\frac {\partial v}{\partial x}}={\frac {\partial v}{\partial y}}-{\rm {i}}{\frac {\partial u}{\partial y}}.}

## Наслідки
- Виконання умов Коші—Рімана, на відкритій підмножині {\displaystyle \mathbb {C} } є необхідними умовами аналітичності функції.
- Якщо, крім того, часткові похідні неперервні, то функція є аналітичною.

## Простий приклад
Нехай {\displaystyle z=x+{\rm {i}}y}. Комплекснозначна функція {\displaystyle f(z)=z^{2}} є диференційованою в будь-якій точці {\displaystyle z} комплексної площини,
{\displaystyle f(z)=(x+{\rm {i}}y)^{2}=x^{2}-y^{2}+2{\rm {i}}xy.}
Дійсна частина {\displaystyle u(x,y)} і уявна частина {\displaystyle v(x,y)} мають вигляд
{\displaystyle u(x,y)=x^{2}-y^{2}},
{\displaystyle v(x,y)=2xy}.
А їх частинні похідні:
{\displaystyle u_{x}=2x,\quad u_{y}=-2y,\quad v_{x}=2y,\quad v_{y}=2x.}
Ці частинні похідні співвідносяться таким чином:
{\displaystyle {\frac {\partial u}{\partial x}}={\frac {\partial v}{\partial y}}},
{\displaystyle {\frac {\partial u}{\partial y}}=-{\frac {\partial v}{\partial x}}}.
Дійсно функції {\displaystyle u(x,y)} та {\displaystyle v(x,y)} задовольняють умови Коші—Рімана: {\displaystyle u_{x}=v_{y}} і {\displaystyle u_{y}=-v_{x}}.

## Історія
У комплексному аналізі умови Коші—Рімана, які названі на честь Оґюстена Коші та Бернгарда Рімана, складаються із системи двох диференціальних рівнянь з частинними похідними, які разом із певними критеріями неперервності та диференційовності утворюють необхідну та достатню умову голоморфності (комплексно диференційованості) комплекснозначної функції. Коші користувався цими співвідношеннями для побудови теорії функцій, починаючи з мемуару, представленого Паризькій академії наук в 1814 р.
Ця система рівнянь вперше з'явилася в роботі Жана Лерона д'Аламбера..
Пізніше Леонард Ейлер пов'язав цю систему з аналітичними функціями.
Потім Коші  використав ці рівняння для побудови своєї теорії функцій.
У 1851 році з'явилася дисертація Рімана з теорії функцій.

## Інтерпретація та переформулювання
Умови Коші—Рімана є одним із способів поглянути на умову диференційності функції в сенсі комплексного аналізу: іншими словами, вони включають в себе поняття функції комплексної змінної за допомогою звичайного диференціального числення. 
У теорії існує декілька інших основних підходів до цього поняття, і часто необхідно інтерпретувати умови іншою мовою.

### Конформні відображення
Більше інформації: Конформне відображення
По-перше, умови Коші—Рімана можна записати у комплексній формі
| {\displaystyle {\rm {i}}{\frac {\partial f}{\partial x}}={\frac {\partial f}{\partial y}}.} | \| \| \| \| \| \| \| \| | (2) |
|                                                                                             |                         |     |
|                                                                                             |                         |     |

У цій формі рівняння структурно відповідають умові, що матриця Якобі має вигляд
{\displaystyle \left({\begin{matrix}a&-b\\b&a\end{matrix}}\right),}
де  {\displaystyle a=\partial u/\partial x=\partial v/\partial y} та {\displaystyle b=\partial v/\partial x=-\partial u/\partial y}.
Матриця такого вигляду є матричним представленням комплексного числа. 
Геометрично така матриця завжди є композицією обертання і масштабування і, зокрема, зберігає кути.
Якобіан функції {\displaystyle f(z)} бере нескінченно малі відрізки на перетині двох кривих у точці {\displaystyle z} і повертає їх до відповідних відрізків у точці {\displaystyle f(z)}.
Отже, функція, що задовольняє умови Коші—Рімана, з ненульовою похідною, зберігає кут між кривими на площині. 
Тобто умови Коші—Рімана є умовою конформності функції.
Більше того, оскільки композиція конформного перетворення з іншим конформним перетворенням також є конформним перетворенням, то конформне відображення переводить розв'язки рівнянь Коші—Рімана у розв'язки цих же рівнянь.
Таким чином, рівняння Коші—Рімана є конформно інваріантними.

### Комплексна диференційованість
Нехай
{\displaystyle f(z)=u(z)+{\rm {i}}\cdot v(z)}
є функцією комплексної змінної {\displaystyle z=x+{\rm {i}}y}.
Тоді комплексна похідна від функції {\displaystyle f} у точці {\displaystyle z_{0}} визначається як
{\displaystyle \lim _{\underset {h\in \mathbb {C} }{h\to 0}}{\frac {f(z_{0}+h)-f(z_{0})}{h}}=f'(z_{0})}
за умови існування цієї границі.
Якщо ця границя існує, то її можна обчислити, взявши границю при {\displaystyle h\to 0} вздовж дійсної або уявної осі; в обох випадках це повинно дати однаковий результат. 
Прямуючи вздовж дійсної осі, отримаємо
{\displaystyle \lim _{\underset {h\in \mathbb {R} }{h\to 0}}{\frac {f(z_{0}+h)-f(z_{0})}{h}}={\frac {\partial f}{\partial x}}(z_{0}).}
З іншого боку, прямуючи уздовж уявної осі,
{\displaystyle \lim _{\underset {\eta \in \mathbb {R} }{\eta \to 0}}{\frac {f(z_{0}+{\rm {i}}\eta )-f(z_{0})}{i\eta }}={\frac {1}{\rm {i}}}{\frac {\partial f}{\partial y}}(z_{0}).}
Із рівності похідних функції {\displaystyle f} вздовж двох осей отримаємо
{\displaystyle {\rm {i}}{\frac {\partial f}{\partial x}}(z_{0})={\frac {\partial f}{\partial y}}(z_{0}),}
які є рівняннями Коші—Рімана (2) у точці {\displaystyle z_{0}}.
І навпаки, якщо {\displaystyle f\colon \mathbb {C} \rightarrow \mathbb {C} } є функцією, яка диференційована, якщо розглядати її як функцію на {\displaystyle \mathbb {R} ^{2}}, то вона є комплексно диференційованою тоді й лише тоді, коли виконуються умови Коші—Рімана.
Іншими словами, якщо {\displaystyle u} і {\displaystyle v} є дійснозначними диференційованими функціями двох дійсних змінних, тоді очевидно {\displaystyle u+{\rm {i}}v} є (комплекснозначною) дійснозначною диференційованою функцією, але {\displaystyle u+{\rm {i}}v} є комплексно диференційованою тоді й лише тоді, коли виконується умови Коші—Рімана.
Справді, слідуючи Рудіну, нехай {\displaystyle f} — комплексна функція, що визначена на відкритій множині {\displaystyle \Omega \subset \mathbb {C} }.
Тоді, записавши {\displaystyle z=x+{\rm {i}}y} для кожного {\displaystyle z\in \Omega }, можна розглядати {\displaystyle \Omega } як відкриту підмножину {\displaystyle \mathbb {R} ^{2}}, і {\displaystyle f} як функцію двох дійсних змінних {\displaystyle x} і {\displaystyle y}, яка відображає {\displaystyle \Omega \subset \mathbb {R} ^{2}} у {\displaystyle \mathbb {C} }.
Розглянемо умови Коші—Рімана у точці {\displaystyle z=z_{0}}.
Нехай функція {\displaystyle f} є диференційованою у точці {\displaystyle z_{0}} як функція двох дійсних змінних з {\displaystyle \Omega } в {\displaystyle \mathbb {C} }. Це еквівалентно існуванню наступного лінійного наближення
{\displaystyle f(z_{0}+\Delta z)-f(z_{0})=f_{x}\Delta x+f_{y}\Delta y+\eta (\Delta z)\Delta z,}
де {\displaystyle z=x+{\rm {i}}y} та {\displaystyle \eta (\Delta z)\rightarrow 0} при {\displaystyle \Delta z\rightarrow 0}.
Оскільки {\displaystyle \Delta z+\Delta {\bar {z}}=2\Delta x} і {\displaystyle \Delta z-\Delta {\bar {z}}=2{\rm {i}}\Delta y}, то вищезазначене можна переписати як
{\displaystyle \Delta f(z_{0})={\frac {f_{x}-{\rm {i}}f_{y}}{2}}\Delta z+{\frac {f_{x}+{\rm {i}}f_{y}}{2}}\Delta {\bar {z}}+\eta (\Delta z)\Delta z.}
Визначаючи дві похідні Віртінгера як
{\displaystyle {\frac {\partial }{\partial z}}={\frac {1}{2}}\left({\frac {\partial }{\partial x}}-{\rm {i}}{\frac {\partial }{\partial y}}\right),\quad {\frac {\partial }{\partial {\bar {z}}}}={\frac {1}{2}}\left({\frac {\partial }{\partial x}}+{\rm {i}}{\frac {\partial }{\partial y}}\right),}
при {\displaystyle \Delta z\to 0}, {\displaystyle \Delta {\bar {z}}\to 0} рівність написану вище можна записати як
{\displaystyle \left.{\frac {{\rm {d}}f}{{\rm {d}}z}}\right|_{z=z_{0}}=\left.{\frac {\partial f}{\partial z}}\right|_{z=z_{0}}+\left.{\frac {\partial f}{\partial {\bar {z}}}}\right|_{z=z_{0}}\cdot {\frac {{\rm {d}}{\bar {z}}}{{\rm {d}}z}}+\eta (\Delta z),\quad \Delta z\neq 0.}
Тепер розглянемо потенційні значення {\displaystyle {\rm {d}}{\bar {z}}/{\rm {d}}z}, коли границя обчислюється в початку координат.
Для {\displaystyle z} вздовж дійсної осі маємо, що {\displaystyle {\bar {z}}=z}, а тому {\displaystyle {\rm {d}}{\bar {z}}/{\rm {d}}z=1}.
Аналогічно для чисто уявного {\displaystyle z} маємо, що {\displaystyle {\rm {d}}{\bar {z}}/{\rm {d}}z=-1}, а тому значення {\displaystyle {\rm {d}}{\bar {z}}/{\rm {d}}z} не добре визначеним в початку координат.
Легко перевірити, що {\displaystyle {\rm {d}}{\bar {z}}/{\rm {d}}z} не є добре визначеним при будь-якому значенні {\displaystyle z}.
Звідси функція {\displaystyle f} є комплексно диференційованою в точці {\displaystyle z_{0}} тоді й лише тоді, коли {\displaystyle \left(\partial f/\partial {\bar {z}}\right)=0} у точці {\displaystyle z=z_{0}}.
Але це в точності є умовами Коші—Рімана, а тому функція {\displaystyle f} диференційована в точці {\displaystyle z_{0}} тоді й лише тоді, коли в точці {\displaystyle z_{0}} виконуються умови Коші—Рімана.

### Незалежність від комплексного спряження
Наведене вище доведення пропонує іншу інтерпретацію умов Коші—Рімана.
Комплексно спряжене для числа {\displaystyle z}, позначається як {\displaystyle {\bar {z}}}, визначається як
{\displaystyle {\overline {x+{\rm {i}}y}}:=x-{\rm {i}}y}
для дійсних {\displaystyle x} та {\displaystyle y}.
Умови Коші—Рімана тоді можна записати як одне рівняння
| {\displaystyle {\frac {\partial f}{\partial {\bar {z}}}}=0,} | \| \| \| \| \| \| \| \| | (3) |
|                                                              |                         |     |
|                                                              |                         |     |

використовуючи похідну Віртінгера відносно спряженої змінної.
У цій формі умови Коші—Рімана можна інтерпретувати як твердження, що функція {\displaystyle f} є незалежною від змінної {\displaystyle {\bar {z}}}.
Таким чином, можна розглядати аналітичні функції як істинні функції однієї комплексної змінної, а не комплексні функції двох дійсних змінних.

### Фізична інтерпретація

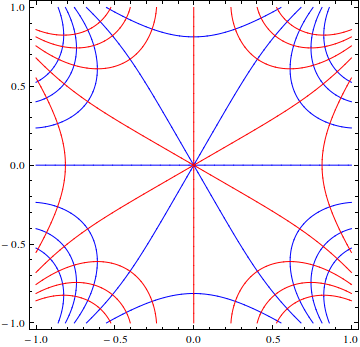
Візуальне зображення вектора в області, що множиться на комплексне число, а потім відображається за допомогою функції, у порівняні, коли вектор спочатку відображається за допомогою функції, а потім множиться на комплексне число.
Якщо в обох випадках отримуємо одну і ту ж кінцеву точку для всіх і, то функція задовольняє умови Коші—Рімана.

Стандартна фізична інтерпретація умов Коші—Рімана, що бере свій початок з роботи Рімана по теорії функцій, полягає в тому, що функція {\displaystyle u} є потенціалом швидкості нестисної стаціонарної течії рідини на площині, а {\displaystyle v} — функція току.
Нехай пара (двічі неперервно диференційованих) функцій {\displaystyle u}, {\displaystyle v} задовольняє умови Коші—Рімана.
Розглянемо функцію {\displaystyle u} як потенціал швидкості, це означає, що уявляємо течію рідини на площині так, що вектор швидкості рідини в кожній точці цієї площини дорівнює градієнту функції {\displaystyle u}, визначеному як
{\displaystyle \nabla u={\frac {\partial u}{\partial x}}{\boldsymbol {i}}+{\frac {\partial u}{\partial y}}{\boldsymbol {j}}.}
Диференціюючи умови Коші—Рімана вдруге, можна побачити, що функція {\displaystyle u} є розв'язком рівняння Лапласа:
{\displaystyle {\frac {\partial ^{2}u}{\partial x^{2}}}+{\frac {\partial ^{2}u}{\partial y^{2}}}=0.}
Тобто {\displaystyle u} — гармонічна функція.
Це означає, що дивергенція градієнта дорівнює нулю, а отже, рідина нестисна.
З аналогічних міркувань функція {\displaystyle v} також задовольняє рівняння Лапласа.
Крім того, з умов Коші—Рімана випливає, що скалярний добуток градієнтів функцій {\displaystyle u} та {\displaystyle v} дорівнює нулю, тобто {\displaystyle \nabla u\cdot \nabla v=0}.
Це означає, що градієнт функції {\displaystyle u} має вказувати на криві {\displaystyle v={\text{const}}};
отже, це лінії току течії.
Криві {\displaystyle u={\text{const}}} є еквіпотенціальними кривими течії.
Отже, голоморфну функцію можна візуалізувати, побудувавши графік двох сімейств кривих рівнів {\displaystyle u={\text{const}}} і {\displaystyle v={\text{const}}}.
Поблизу точок, де градієнт функції {\displaystyle u} (або, еквівалентно, функції {\displaystyle v}) не дорівнює нулю, ці сім'ї утворюють ортогональне сімейство кривих.
У точках, де {\displaystyle \nabla u=0} (стаціонарні точки течії), еквіпотенціальні криві для {\displaystyle u={\text{const}}} перетинаються.
Лінії току також перетинаються в цій самій точці, ділячи навпіл кути, що утворені еквіпотенціальними кривими.

### Гармонічне векторне поле
Іншу інтерпретацію умов Коші—Рімана можна знайти в книзі Поя та Сего..
Нехай функції {\displaystyle u} і {\displaystyle v}  задовольняють умови Коші—Рімана у відкритій підмножині {\displaystyle \mathbb {R} ^{2}}, розглянемо векторне поле
{\displaystyle {\bar {f}}={\begin{bmatrix}u\\-v\end{bmatrix}},}
яке трактується як (дійсний) двокомпонентний вектор.
Тоді друга умова Коші—Рімана (1b) стверджує, що вектор {\displaystyle {\bar {f}}} є безвихровим (його ротор дорівнює 0):
{\displaystyle {\frac {\partial (-v)}{\partial x}}-{\frac {\partial u}{\partial y}}=0.}
Перша умова Коші—Рімана (1a) стверджує, що задане векторне поле є соленоїдним (його дивергенція дорівнює 0):
{\displaystyle {\frac {\partial u}{\partial x}}+{\frac {\partial (-v)}{\partial y}}=0.}
Відповідно до теореми Гріна та теореми Остроградського таке поле обов'язково є потенціальним, тобто у ньому немає джерел або поглиначів, і має нульовий чистий потік через будь-яку відкриту область без дірок.
(Ці два спостереження поєднуються як дійсна та уявна частини в інтегральній теоремі Коші.)
У гідродинаміці таке векторне поле є потенціальною течією.
У магнітостатиці такі векторні поля моделюють статичні магнітні поля в області площини, яка не містить струму.
В електростатиці вони моделюють статичні електричні поля в області площини, яка не містить електричного заряду.
Цю інтерпретацію можна еквівалентно переформулювати на мові диференціальних форм.
Пара функцій {\displaystyle u}, {\displaystyle v} задовольняє умови Коші—Рімана тоді й лише тоді, коли 1-форма {\displaystyle v\,{\rm {d}}x+u\,{\rm {d}}y} одночасно замкнена і козамкнена (гармонічна диференціальна форма).

### Збереження комплексної структури
Інше формулювання умов Коші—Рімана включає комплексну структуру на площині, яка задана матрицею
{\displaystyle J={\begin{bmatrix}0&-1\\1&0\end{bmatrix}}.}
Це комплексна структура в тому сенсі, що квадрат матриці {\displaystyle J} є від'ємна одинична {\displaystyle 2\times 2} матриця: {\displaystyle J^{2}=-I}.
Як і вище, якщо {\displaystyle u(x,y)}, {\displaystyle v(x,y)} — дві функції на площині, то покладемо
{\displaystyle f(x,y)={\begin{bmatrix}u(x,y)\\v(x,y)\end{bmatrix}}.}
Матриця Якобі для функції {\displaystyle f} — це матриця частинних похідних
{\displaystyle Df(x,y)={\begin{bmatrix}{\dfrac {\partial u}{\partial x}}&{\dfrac {\partial u}{\partial y}}\\{\dfrac {\partial v}{\partial x}}&{\dfrac {\partial v}{\partial y}}\end{bmatrix}}.}
Тоді пара функцій {\displaystyle u} та {\displaystyle v} задовольняє умови Коші—Рімана тоді й лише тоді, коли {\displaystyle 2\times 2} матриця {\displaystyle Df} комутує з матрицею {\displaystyle J}.
Ця інтерпретація корисна в симплектичній геометрії, де вона є початковою точкою для вивчення псевдоголоморфних кривих.

### Інше представлення
Інше представлення умов Коші—Рімана іноді виникають в інших системах координат.
Якщо рівняння (1a) і (1b) виконуються для диференційованої пари функцій {\displaystyle u} і {\displaystyle v}, то
{\displaystyle {\frac {\partial u}{\partial n}}={\frac {\partial v}{\partial s}},\quad {\frac {\partial v}{\partial n}}=-{\frac {\partial u}{\partial s}}}
для будь-якої системи координат {\displaystyle (n(x,y),s(x,y))} такої, що пара {\displaystyle (\nabla n,\nabla s)} ортонормована і додатно орієнтована.
Як наслідок, зокрема, у системі координат заданій полярним представленням {\displaystyle z=r'{\rm {e}}^{{\rm {i}}\theta }} рівняння набувають вигляду
{\displaystyle {\frac {\partial u}{\partial r}}={\frac {1}{r}}{\frac {\partial v}{\partial \theta }},\quad {\frac {\partial v}{\partial r}}=-{\frac {1}{r}}{\frac {\partial u}{\partial \theta }}.}
Об'єднавши їх в одне рівняння для функції {\displaystyle f}, отримуємо
{\displaystyle {\frac {\partial f}{\partial r}}={\frac {1}{{\rm {i}}r}}{\frac {\partial f}{\partial \theta }}.}
Неоднорідні умови Коші—Рімана складаються з двох рівнянь для пари невідомих функцій {\displaystyle u(x,y)} і {\displaystyle v(x,y)} двох дійсних змінних
{\displaystyle {\frac {\partial u}{\partial x}}-{\frac {\partial v}{\partial y}}=\alpha (x,y),}
{\displaystyle {\frac {\partial u}{\partial y}}+{\frac {\partial v}{\partial x}}=\beta (x,y)}
для деяких заданих функцій {\displaystyle \alpha (x,y)} і {\displaystyle \beta (x,y)}, що визначені у відкритій підмножині в {\displaystyle \mathbb {R} ^{2}}.
Ці рівняння зазвичай об'єднують в одне рівняння
{\displaystyle {\frac {\partial f}{\partial {\bar {z}}}}=\varphi (z,{\bar {z}}),}
де {\displaystyle f=u+{\rm {i}}v} і {\displaystyle \varphi =(\alpha +{\rm {i}}\beta )/2}.
Якщо функція {\displaystyle \varphi } є неперервно диференціовною функцією порядку {\displaystyle k} (гладкою функцією порядку {\displaystyle k}), то неоднорідне рівняння явно розв'язується в будь-якій обмеженій області {\displaystyle D} за умови, що функція {\displaystyle \varphi } є неперервною на замиканні області {\displaystyle D}.
Дійсно, за інтегральною формулою Коші
{\displaystyle f\left(\zeta ,{\bar {\zeta }}\right)={\frac {1}{2\pi {\rm {i}}}}\iint _{D}\varphi \left(z,{\bar {z}}\right)\,{\frac {{\rm {d}}z\wedge {\rm {d}}{\bar {z}}}{z-\zeta }}}
для всіх {\displaystyle \zeta \in D}.

## Узагальнення

### Теорема Гурса та її узагальнення
Дивись також: Теорема Коші—Гурса
Нехай {\displaystyle f=u+{\rm {i}}v} — комплекснозначна функція, яка диференційована як функція {\displaystyle f\colon \mathbb {R} ^{2}\rightarrow \mathbb {R} ^{2}}.
Тоді теорема Гурса стверджує, що функція {\displaystyle f} є аналітичною у відкритій комплексній області {\displaystyle \Omega } тоді й лише тоді, коли вона задовольняє умови Коші —Рімана в області.
Зокрема, не потрібно вимагати неперервну диференційованість функції {\displaystyle f}.
Умови теореми Гурса можна значно послабити.
Якщо функція {\displaystyle f=u+{\rm {i}}v} є неперервною на відкритій множині частинні похідні від функції {\displaystyle f} за змінними {\displaystyle x} і {\displaystyle y} існують на множині {\displaystyle \Omega } і задовольняють умови Коші—Рімана на всій множині {\displaystyle \Omega }, то функція {\displaystyle f} є голоморфною (і, отже, аналітичною).
Це результат теореми Лумана—Меньшова.
Умова, що функція {\displaystyle f} задовольняє умови Коші—Рімана на усій області {\displaystyle \Omega }, є суттєвою.
Можна побудувати неперервну функцію, яка задовольняє умови Коші—Рімана в точці, але не є аналітичною в цій точці (наприклад, {\displaystyle f(z)=z^{5}/|z|^{4})}).
Так само, крім умов Коші—Рімана, необхідні деякі додаткові припущення (наприклад, неперервність), як ілюструє наступний приклад
{\displaystyle f(z)={\begin{cases}\exp \left(-z^{-4}\right),&{\text{якщо}}\ z\not =0,\\0,&{\text{якщо}}\ z=0.\end{cases}}}
Функція скрізь задовольняє умови Коші—Рімана, але не є неперервною у точці {\displaystyle z=0}.
Тим не менш, якщо функція задовольняє умови Коші—Рімана на відкритій множині в слабкому сенсі, то функція є аналітичною. Точніше:
Якщо функція {\displaystyle f(z)} локально інтегрована на відкритій області {\displaystyle \Omega \subset \mathbb {C} } і слабо задовольняє умови Коші—Рімана, то функція {\displaystyle f} майже скрізь співпадає з аналітичною функцією на області {\displaystyle \Omega }.
Фактично це частинний випадок більш загального результату про регулярність розв'язків гіпоеліптичних диференціальних рівнянь з частинними похідними.

### Випадок кількох змінних
Існують належним чином узагальнені умови Коші—Рімана і в теорії функцій кількох комплексних змінних.
Вони утворюють суттєво перевизначену систему диференціальних рівнянь з частинними похідними.
Це робиться з використанням прямого узагальнення похідної Віртінгера, де розглянута функція повинна мати (частинну) похідну Віртінгера відносно кожної комплексної змінної, яка дорівнює нулю.

### Комплексні диференціальні форми
Як зазвичай формулюють, d-bar оператор
{\displaystyle {\bar {\partial }}}
анулює голоморфні функції.
Це безпосередньо узагальнює формулювання
{\displaystyle {\frac {\partial f}{\partial {\bar {z}}}}=0,}
де
{\displaystyle {\frac {\partial f}{\partial {\bar {z}}}}={\frac {1}{2}}\left({\frac {\partial f}{\partial x}}+{\rm {i}}{\frac {\partial f}{\partial y}}\right).}

### Перетворення Беклунда
З точки зору спряжених гармонічних функцій умови Коші—Рімана є простим прикладом перетворення Беклунда.
Більш складні, у загальному випадку нелінійні перетворення Беклунда, такі як рівняння синус-Ґордона, представляють значний інтерес у теорії солітонів та інтегрованих систем.

### Означення в алгебрі Кліффорда
В алгебрі Кліффорда комплексне число {\displaystyle z=x+{\rm {i}}y} представляється як {\displaystyle z\equiv x+Iy}, де {\displaystyle I\equiv \sigma _{1}\sigma _{2}}.
Оператор фундаментальної похідної в алгебрі Кліффорда комплексних чисел визначається як {\displaystyle \nabla \equiv \sigma _{1}\partial _{x}+\sigma _{2}\partial _{y}}.
Функція {\displaystyle f=u+Iv} вважається аналітичною тоді й лише тоді, коли {\displaystyle \nabla f=0}, або у розгорнутому вигляді:
{\displaystyle {\begin{aligned}0=\nabla f&=(\sigma _{1}\partial _{x}+\sigma _{2}\partial _{y})(u+\sigma _{1}\sigma _{2}v)\\&=\sigma _{1}\partial _{x}u+\underbrace {\sigma _{1}\sigma _{1}\sigma _{2}} _{=\sigma _{2}}\partial _{x}v+\sigma _{2}\partial _{y}u+\underbrace {\sigma _{2}\sigma _{1}\sigma _{2}} _{=-\sigma _{1}}\partial _{y}v=0.\end{aligned}}}
Після перегрупування отримаємо
{\displaystyle {\begin{aligned}\nabla f=\sigma _{1}(\partial _{x}u-\partial _{y}v)+\sigma _{2}(\partial _{x}v+\partial _{y}u)=0\ {\begin{cases}\partial _{x}u-\partial _{y}v=0,\partial _{x}v+\partial _{y}u=0.\end{cases}}\end{aligned}}}
Звідси, у традиційних позначеннях:
{\displaystyle {\begin{cases}{\dfrac {\partial u}{\partial x}}={\dfrac {\partial v}{\partial y}},\\{\dfrac {\partial u}{\partial y}}=-{\dfrac {\partial v}{\partial x}}.\end{cases}}}

### Конформні відображення для вищих розмірностей
Нехай {\displaystyle \Omega } — відкрита множина в евклідовому просторі {\displaystyle \mathbb {R} ^{n}}.
Рівняння для відображення, що зберігає орієнтацію, {\displaystyle f\colon \Omega \to \mathbb {R} ^{n}} є конформним відображенням (тобто таке що зберігає кути), якщо
{\displaystyle Df^{\mathsf {T}}Df=(\det(Df))^{2/n}I,}
де {\displaystyle Df} — матриця Якобі, {\displaystyle Df^{\mathsf {T}}} — трансформована матриця Якобі, {\displaystyle I} — одинична матриця.
У випадку {\displaystyle n=2} ця система еквівалентна стандартним умовам Коші—Рімана для комплексних змінних, а розв'язки цих умов є голоморфними функціями.
У розмірності {\displaystyle n>2} ці умови все ще іноді називають системою Коші—Рімана, і з теореми Ліувіля випливає, за відповідних припущень про гладкість, що будь-яке таке відображення є перетворенням Мебіуса.

## Додаткова література
- Мельник Т.А. (2015). Комплексний аналіз : підручник (PDF). Київ: ВПЦ "Київський університет". с. 192. ISBN 978-966-439-800-5.
- Ahlfors, Lars (1953). Complex analysis (вид. 3rd). McGraw Hill (опубліковано 1979). ISBN 0-07-000657-1.
- Solomentsev, E.D. (2001). Cauchy–Riemann conditions. У Hazewinkel, Michiel. Encyclopedia of Mathematics. Springer. ISBN 978-1-55608-010-4.
- Stewart, Ian; Tall, David (1983). Complex Analysis (вид. 1st). CUP (опубліковано 1984). ISBN 0-521-28763-4.

## Зовнішні посилання
- Weisstein, Eric W. Cauchy–Riemann Equations(англ.) на сайті Wolfram MathWorld.
- Cauchy–Riemann Equations Module by John H. Mathews